# Кочетков, Виктор Иванович
Ви́ктор Ива́нович Кочетко́в (24 октября 1923, с. Балахоновка, Самарская губерния — 14 октября 2001, Москва) — поэт, прозаик, критик, переводчик, лауреат Международной премии им. М. А. Шолохова в области литературы и искусства (1993), Государственной премии республики Саха (Якутия) имени А. Е. Кулаковского (1995), премии им. А. С. Пушкина, Конгресса русских общин Молдовы, участник Великой Отечественной войны, участник боёв на Курской дуге и на Белгородчине.

## Биография
Виктор Иванович Кочетков родился 24 октября 1923 года в крестьянской семье, в селе Балахоновка (ныне — Клявлинского района Самарской области), еще в детстве начал писать стихи.
В 1940 году после окончания школы начал в ней же работать учителем математики.
В 1941 году ушёл на фронт, получив звание лейтенанта. В 1942 году попал в окружение под Харьковом, получил ранение и тяжелую контузию, очнулся уже в плену, его сочли погибшим и матери пришла похоронка. С четвертой попытки Виктор бежал из плена, несколько дней скрывался от разыскивавших его немцев на болотах, затем «шёл на гул орудий. К фронту. Днём прятался, зато ночью старался пройти как можно больше. Однажды уткнулся в реку. Подумал: „Наверное, Северский Донец“. И вспомнились слова из любимого с детства „Слова о полку Игореве“: „О, Донец, немало тебе величия…“ К своим он вышел через несколько дней. Потом воевал под Великомихайловкой, Ольховаткой — позже названия этих белгородских сёл войдут в его стихотворения». После возвращения к своим как бывший военнопленный был отправлен в штрафбат. «Был комсоргом батальона. Дважды в составе разведгруппы переплывал Дон. В конце войны стал командиром маршевой роты. Несколько раз ранило, была контузия. Попадал в нелёгкие боевые и жизненные переплёты. Так, „особисты“ вспомнили его недолгий плен. Были тщательные и унизительные проверки в фильтрационных лагерях, но солдат Кочетков отстоял свою честь.» После возвращения с войны был реабилитирован, но разжалован в рядовые штабным офицером.
Из-за плена Виктор вернулся с фронта, когда прием в большинстве вузов был завершен, и по совету знакомых переехал в Молдавию и поступил на филологический факультет Кишинёвского государственного университета. Еще во время учебы Виктор публиковал свои стихи, очерки и статьи в газете «Советская Молдавия». С 1948 г. член Союза писателей СССР. В 1950 в Кишиневе вышла первая книга стихов «Солдаты мира». Здесь он напечатал еще несколько поэтических книг: «Зеленый край: Стихи» (1952), «Росный час» (1959), «Соколиная страна» (1966) и др.
В 1957 г. окончил Высшие литературные курсы в Москве, занимался в семинаре А. Твардовского, работал редактором журнала «Днестр».
В 1964—1970 гг. был зав. отделом прозы журнала «Волга» в г. Саратове. С 1970 г. зав. отделом поэзии в журнале «Москва», затем работал зам. главного редактора издательств «Современник» (1973—1976) и «Советская Россия» (1976—1978 гг.). В 1980-е Кочетков выпускает еще несколько поэтических книг: «Мое время» (1980), «Крик ночной птицы» (1981), «Весть» (1988) и др. В них входят и новые произведения, и лучшие стихи из предыдущих сборников.
В 1990-е стихи Виктора Кочеткова часто публикуются в периодике («Наш современник», «Молодая гвардия», «Слово», «На боевом посту», «Московский вестник», «Литературная Россия»), выходят поэтические книги «Былинка в поле» (1995), «Прощание с Волгой» (1997) и др.
Был первым секретарём Союза писателей Москвы. Занимался литературными переводами, много ездил по стране, искал молодых авторов.
Ушел из жизни 14 октября 2001 года, похоронен на Троекуровском кладбище.

## Семья
Отец — Иван Васильевич Кочетков (1899—1942), мельник, погиб на войне; мать — Любовь Прокофьевна Кочеткова (1899—1984).
Братья и сестры: Александр (служил в военно-морских силах), Фёдор (военный лётчик-истребитель), Афанасий (актёр театра и кино, народный артист РСФСР), Нина (в замужестве Лубышева), Раиса (преподаватель русского языка и литературы), Алексей (геолог).
Жена — Галина Ивановна Кочеткова (1927—2007), преподаватель русского языка и литературы;
- дочери — Рыжикова Елена Викторовна (урожд. Кочеткова 1951-2005) - врач-вирусолог, и Нечаева Нина Викторовна (урожд. Кочеткова)
  - внучки — Екатерина и Анастасия.

## Награды
- Орден Отечественной войны II степени (06.11.1985)[5]
- Медаль «За трудовую доблесть» (08.06.1960)[6].